# チャールズ・マレー (初代ダンモア伯爵)

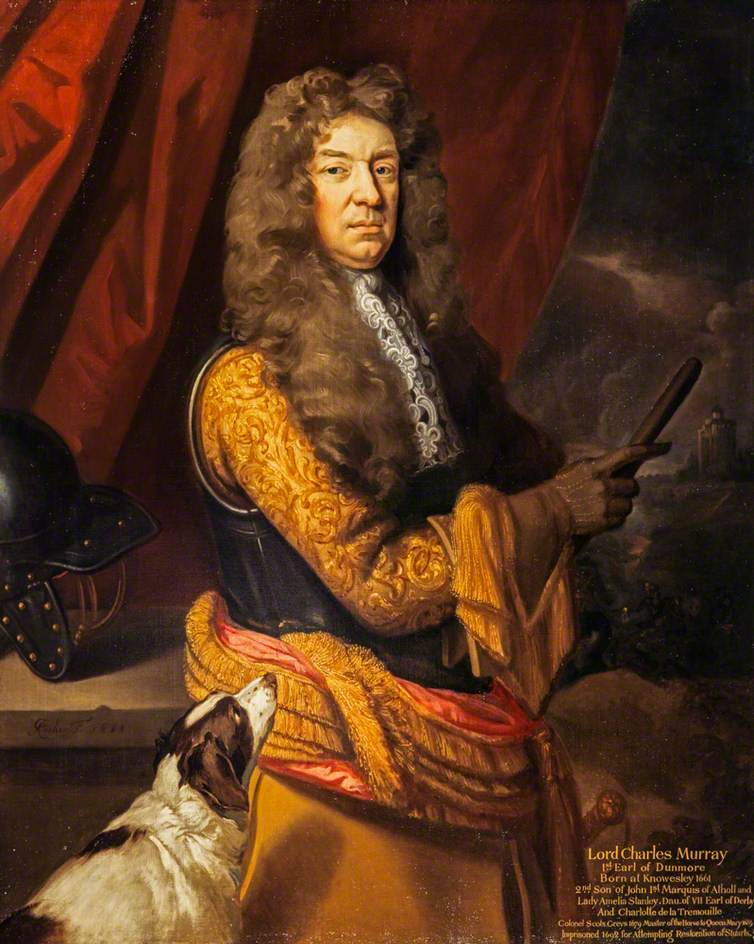
ゴドフリー・ネラーによる肖像画、1683年作。

初代ダンモア伯爵チャールズ・マレー（英語: Charles Murray, 1st Earl of Dunmore PC、1661年2月24日 – 1710年4月19日）は、スコットランド貴族、政治家。

## 生涯
初代アソル侯爵ジョン・マレーとアメリアナ・ソフィア・スタンリー（Ameliana Sophia Stanley、第7代ダービー伯爵ジェームズ・スタンリーの娘）の次男として、1661年2月24日に生まれた。1678年にジェームズ・ダグラス卿の歩兵連隊の大尉になり、1681年に竜騎兵連隊の中佐に転じ、1685年に大佐に昇進した。
1683年にアン王女のもとで宮廷職にありつけ、1685年にヨーク公爵夫人メアリー・オブ・モデナの主馬頭になり、同年にヨーク公爵がジェームズ2世および7世として国王に即位したときも留任した。1685年イングランド総選挙ではウィガン選挙区から出馬して当選、議会でもジェームズ2世を支持する形で投票したため1686年8月16日にマレー男爵、フィンキャッスル子爵およびダンモア伯爵に叙された（いずれもスコットランド貴族）。
1688年の名誉革命の後、ジャコバイトの疑いをかけられたダンモア伯爵は宮廷職を失い、1689年にエディンバラで投獄され、1692年5月から8月にロンドン塔に投獄され、1696年にリヴァプールで投獄された。アン女王（在位：1702年 – 1714年）のもとで復権、1703年にスコットランド枢密院の枢密顧問官に任命されたほか、1707年から1710年までブラックネス城総督を務めた。
1710年4月19日に死去、ホリールード宮殿のチャペルに埋葬された。長男に先立たれたため次男ジョンが爵位を継承した。

## 家族
1682年12月8日、キャサリン・ワッツ（Catharine Watts、1711年1月22日以前に没、リチャード・ワッツの娘）と結婚、7男5女をもうけた。
- ジェームズ（1683年12月7日 – 1704年9月29日） - 1702年4月9日、ジャネット・マレー（Janet Murray、パトリック・マレーの娘）と結婚、子供なし
- ジョン（1685年 – 1752年） - 第2代ダンモア伯爵
- ロバート（英語版）（1689年 – 1738年） - 陸軍軍人、庶民院議員
- ウィリアム（1696年3月2日 – 1756年12月1日） - 第3代ダンモア伯爵
- トマス（英語版）（1698年 – 1764年） - 陸軍軍人